# Tillandsia plumosa
Tillandsia plumosa är en gräsväxtart som beskrevs av John Gilbert Baker. Tillandsia plumosa ingår i släktet Tillandsia och familjen Bromeliaceae. Inga underarter finns listade i Catalogue of Life.